# Печенга (река)
Печенга (рус. Печенга; фин. Petsamonjoki) река је која протиче преко северозападних делова Мурманске области, на крајњем северозападу европског дела Руске Федерације. Целом дужином свога тока тече преко територије Печеншког рејона.
Свој ток започиње као отока ледничког језера Мометјаури на надморској висини од 194 метра. Углавном тече у смеру севера и након 101 km тока улива се у Печеншки фјорд Баренцовог мора. Укупна површина њеног сливног подручја је 1.820 km². У горњем делу тока је доста брза са бројним брзацима у кориту, док је у доњем делу ток нешто мирнији. Одликује се углавном нивалним режимом храњења. Најважније притоке су Намајоки и Мала Печенга. На њеном ушћу налази се варошица Печенга. На њеној левој обали у средњем делу тока, крај села Луостари, налази се Печеншки манастир.
Због бројних рудника и погона за прераду руде који се налазе у њеној близини река Печенга је данас изузетно загађен водоток у чијој води се могу наћи изузетно високе концентрације тешких метала.